# Pałecznica
Pałecznica è un comune rurale polacco del distretto di Proszowice, nel voivodato della Piccola Polonia.
Ricopre una superficie di 47,95 km² e nel 2004 contava 3 732 abitanti.